# Brigade Loco
Brigade Loco és un grup de punk rock basc format l'any 2017. Compta amb membres de les poblacions de Bergara, Hernani i Deba.
El 2019 va publicar el senzill «Bultzada» dedicat al grup d'animació Bultzada Txuriurdina de la Reial Societat de Futbol, del qual són membres alguns components de Brigade Loco. Des de llavors la cançó sona abans dels partits i a la mitja part a l'estadi d'Anoeta.

## Discografia
- Ekintzek dute hitza (2018)[4]
- Amets bati lotua (2020)
- Borghetti Crew (2022, compartit amb Azione Diretta)[5]
- Bide baten esanahia (2025)[6]